# Illapel
Illapel é uma comuna e capital da província de Choapa, localizada na Região de Coquimbo, Chile. Possui uma área de 2.629,1 km² e uma população de 30.355 habitantes (2002).